# Нельтуме (река)
Нельтуме (исп. Río Neltume) — короткая река в провинции Вальдивия области Лос-Риос в коммуне Пангипульи на юге Чили. Длина — 1,3 км.
Вытекает из одноимённого озера и течёт на юг, где сливается с рекой Фуй, образуя реку Льянкиуэ.
Температура воды в реке зимой составляет 8,2 °C. Цвет воды по шкале Pt-Co зимой равен 20 единицам. Щёлочной показатель воды по CaCO3 — 0,62 миллиэквивалента на литр.